# 프랭크 시베로

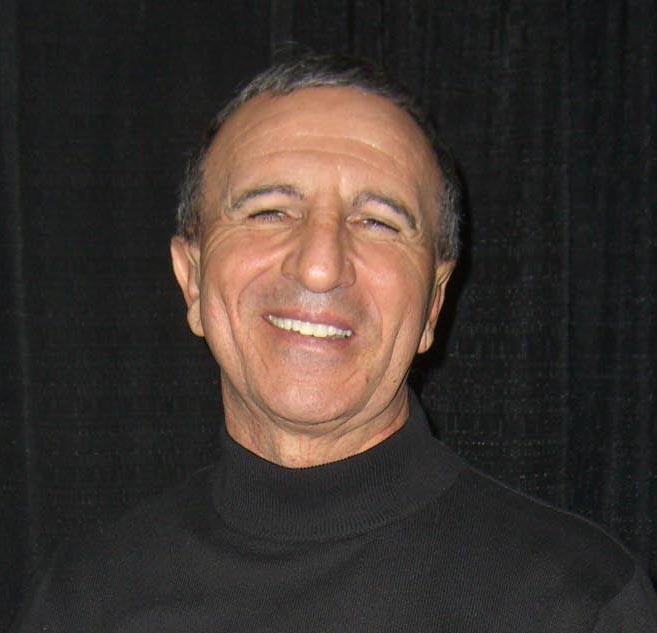

프랭크 시베로(Frank Sivero, 1952년 1월 6일 ~ )는 미국의 영화배우이다.

## 영화
- 샤크 스웜 (2008년)
- 리틀 니키 (2000년)
- 카를로스 웨이크 (1999년)
- Foolish (1999)
- 웨딩 싱어 (1998년)
- 다크 나이트 (1994년)
- 베인테드 디저트 (1993년)
- 피스트 오브 오너 (1993년)
- 사고뭉치 형사 (1993년)
- 좋은 친구들 (1990년) - 프랭키 카본 역
- 승리의 폭죽 (1987년)
- 골치 아픈 여자 (1986년)
- 유인원으로 (1981년)
- 인생은 미완성 (1977년)
- 겜블러 (1974년)
- 대부 2 (1974년)
- 샤머스 (1973년)
- 대부 (1972년)